# Kim Tân, Ia Pa
Kim Tân là một xã thuộc huyện Ia Pa, tỉnh Gia Lai, Việt Nam.
Xã Kim Tân có diện tích 44,55 km², dân số năm 1999 là 3.664 người, mật độ dân số đạt 82 người/km².